# Niquitaia convexa
Niquitaia convexa is een hooiwagen uit de familie Zalmoxioidae.